# CIFA Premier League 2022
La CIFA Premier League 2022 fue la edición número 43 de la CIFA Premier League. La temporada comenzó el 16 de enero y terminó en junio.

## Formato
Los 10 equipos jugaron entre sí mediante sistema de todos contra todos 2 veces totalizando 18 partidos cada uno. Al término de la temporada el club con mayor puntaje se plocamó campeón y de cumplir los requisitos establecidos podrá participar en la Copa Caribeña de Clubes Concacaf 2023.

## Equipos participantes
| Pos.   | Equipo                 |
| ------ | ---------------------- |
| 1      | Scholars International |
| 2      | Bodden Town FC         |
| 3      | Future SC              |
| 4      | Academy SC             |
| 5      | Latinos FC             |
| 6      | Elite SC               |
| 7      | East End United        |
| 8      | George Town SC         |
| 9      | Sunset FC              |
| 2 (SD) | Alliance FC            |

Nota : Alliance FC y Latinos FC fueron excluidos de la competencia.

## Desarrollo

### Tabla de posiciones
| Pos. | Equipo                     | Pts. | PJ | G  | E | P  | GF | GC | Dif. | Clasificación 2022                              |
| ---- | -------------------------- | ---- | -- | -- | - | -- | -- | -- | ---- | ----------------------------------------------- |
| 1    | Scholars International (C) | 35   | 14 | 11 | 2 | 1  | 40 | 5  | +35  | Campeón y Copa Caribeña de Clubes Concacaf 2023 |
| 2    | Elite                      | 27   | 14 | 9  | 0 | 5  | 26 | 13 | +13  |                                                 |
| 3    | Future                     | 26   | 14 | 8  | 2 | 4  | 30 | 19 | +11  |                                                 |
| 4    | Bodden Town                | 24   | 14 | 7  | 3 | 4  | 23 | 15 | +8   |                                                 |
| 5    | Sunset                     | 16   | 14 | 5  | 1 | 8  | 21 | 29 | −8   |                                                 |
| 6    | East End United            | 15   | 14 | 4  | 3 | 7  | 19 | 30 | −11  |                                                 |
| 7    | Academy                    | 14   | 14 | 4  | 2 | 8  | 17 | 22 | −5   |                                                 |
| 8    | George Town                | 3    | 14 | 0  | 3 | 11 | 8  | 51 | −43  | Juego por la permanencia                        |

 Fuente: CIFA Premier League Table